# Classique de Varsovie de snooker 2011
Le Classique de Varsovie 2011 est un tournoi de snooker classé mineur, qui s'est déroulé du 29 septembre au 2 octobre 2011 à la Arena Ursynów de Varsovie en Pologne. Il s'agit de la première fois qu'un tournoi de snooker professionnel a lieu dans ce pays.

## Déroulement
Il s'agit de la sixième épreuve du Championnat européen des joueurs, une série de tournois disputés en Angleterre (7 épreuves) et en Europe (5 épreuves), lors desquels les joueurs doivent accumuler des points afin de se qualifier pour la grande finale à Galway.
L'événement compte un total de 163 participants, dont 128 ont atteint le tableau final. Le vainqueur remporte une prime de 10 000 €.
Le tournoi est remporté par Neil Robertson qui défait Ricky Walden en finale par 4 manches à 1. Le parcours de l'Australien n'a cependant pas été facile, puisqu'il a dû disputer des manches décisives dans quatre de ses sept rencontres. Il convient de noter la remarquable performance de Steve Davis, le sexuple champion du monde ayant atteint les demi-finales à 54 ans, avec une queue qu'il a par ailleurs emprunté.

## Dotation
La répartition des prix est la suivante :
- Vainqueur : 10 000 €
- Finaliste : 5 000 €
- Demi-finaliste : 2 500 €
- Quart de finaliste : 1 500 €
- 8èmes de finale : 1 000 €
- 16èmes de finale : 600 €
- Deuxième tour : 200 €
- Dotation totale : 50 000 €

## Phases finales
|  | Quarts de finale au meilleur des 7 manches | Quarts de finale au meilleur des 7 manches | Quarts de finale au meilleur des 7 manches |                |              | Demi-finales au meilleur des 7 manches | Demi-finales au meilleur des 7 manches | Demi-finales au meilleur des 7 manches |  |  | Finale au meilleur des 7 manches | Finale au meilleur des 7 manches | Finale au meilleur des 7 manches |
|  |                                            |                                            |                                            |                |              |                                        |                                        |                                        |  |  |                                  |                                  |                                  |
|  |                                            | Judd Trump                                 | 3                                          |                |              |                                        |                                        |                                        |  |  |                                  |                                  |                                  |
|  |                                            | Ricky Walden                               | 4                                          |                |              |                                        |                                        |                                        |  |  |                                  |                                  |                                  |
|  |                                            | Ricky Walden                               | 4                                          |                | Ricky Walden | 4                                      |                                        |                                        |  |  |                                  |                                  |                                  |
|  |                                            |                                            |                                            |                | Ricky Walden | 4                                      |                                        |                                        |  |  |                                  |                                  |                                  |
|  |                                            |                                            | Steve Davis                                | 3              |              |                                        |                                        |                                        |  |  |                                  |                                  |                                  |
|  |                                            | Steve Davis                                | Steve Davis                                | 3              | 4            |                                        |                                        |                                        |  |  |                                  |                                  |                                  |
|  |                                            | Steve Davis                                |                                            |                | 4            |                                        |                                        |                                        |  |  |                                  |                                  |                                  |
|  |                                            | Jack Lisowski                              | 2                                          |                |              |                                        |                                        |                                        |  |  |                                  |                                  |                                  |
|  |                                            |                                            |                                            |                |              |                                        |                                        |                                        |  |  |                                  | Ricky Walden                     | 1                                |
|  |                                            |                                            |                                            | Neil Robertson | 4            |                                        |                                        |                                        |  |  |                                  |                                  |                                  |
|  |                                            | Xiao Guodong                               | 3                                          |                |              |                                        |                                        |                                        |  |  |                                  |                                  |                                  |
|  |                                            | Stephen Lee                                | 4                                          |                |              |                                        |                                        |                                        |  |  |                                  |                                  |                                  |
|  |                                            | Stephen Lee                                | 4                                          |                | Stephen Lee  | 0                                      |                                        |                                        |  |  |                                  |                                  |                                  |
|  |                                            |                                            |                                            |                | Stephen Lee  | 0                                      |                                        |                                        |  |  |                                  |                                  |                                  |
|  |                                            |                                            | Neil Robertson                             | 4              |              |                                        |                                        |                                        |  |  |                                  |                                  |                                  |
|  |                                            | Neil Robertson                             | Neil Robertson                             | 4              | 4            |                                        |                                        |                                        |  |  |                                  |                                  |                                  |
|  |                                            | Neil Robertson                             |                                            |                | 4            |                                        |                                        |                                        |  |  |                                  |                                  |                                  |
|  |                                            | Shaun Murphy                               | 3                                          |                |              |                                        |                                        |                                        |  |  |                                  |                                  |                                  |

## Finale
| Finale au meilleur des 7 manches Arbitre : Olivier Marteel |                          |                          |
| Ricky Walden Angleterre                                    | 1 - 4 ( - )              | Neil Robertson Australie |
| 0 62                                                       | Centuries Meilleur break | 0 95                     |
| Neil Robertson remporte le Classique de Varsovie 2011      |                          |                          |